# أولاد بن أحمامة (بني كيل)
أولاد بن أحمامة هي إحدى مشيخات المملكة المغربية، تتبع جغرافيا لإقليم فكيك وإداريًا لبني كيل. يقدر عدد سكانها بـ 411 نسمة حسب الإحصاء الرسمي للسكان والسكنى لسنة 2004.